# ダンデライオン (BLANKEY JET CITYの曲)
「ダンデライオン」は、BLANKEY JET CITYの12枚目のシングル。1998年8月26日発売。

## 解説
表題曲は日本テレビ系水曜ドラマ『お熱いのがお好き?』の主題歌に起用された。タイアップ曲のため思い通りの歌詞を書けなかったという。
浅井健一は、自分の母親が、今までの曲の中で一番いいと言っていたと語った。
中村達也は、最初この曲が完成した時、少し抵抗があったと言う。しかし、浅井健一は後ほど聞いたら、やっぱりいい曲だと思ったので作って良かったと語った。ブランキー史上一番マイルドな曲だとの事。
VIDEO CLIPは映画のような仕上がりになっている。
カップリング曲のシェリルは、『ロメオの心臓』に収録予定でメイン曲になるはずだったが、最終的に周りとのバランスで収録されなかった。

## 収録曲
1. ダンデライオン
  - 作詞・作曲：浅井健一／編曲：BLANKEY JET CITY
2. シェリル
  - 作詞：浅井健一, 照井利幸／作曲：浅井健一／編曲：BLANKEY JET CITY
3. ダンデライオン（Off Vocal Version）

## 収録アルバム

### ダンデライオン
- ベスト『Blankey Jet City 1997-2000』（2000年10月25日）
- ベスト『COMPLETE SINGLE COLLECTION SINGLES』（2013年3月27日）

### シェリル
- ベスト『RARE TRACKS』（2009年1月21日）